# Issa Baradji
Issa Baradji (Créteil, 15 giugno 1995) è un ex calciatore francese naturalizzato maliano, di ruolo attaccante.

## Caratteristiche tecniche
È un centravanti.

## Carriera

### Club
Cresciuto nelle giovanili di Guingamp ed Ajaccio, debutta con la squadra corsa il 22 marzo 2014 contro il Valenciennes, subentrando al 66' a Sigamary Diarra e segnando nel finale una doppietta decisiva ai fini della vittoria.

## Statistiche

### Presenze e reti nei club
Statistiche aggiornate al 19 maggio 2017.
| Stagione                    | Squadra                     | Campionato                  | Campionato | Campionato | Coppe nazionali | Coppe nazionali | Coppe nazionali | Coppe continentali | Coppe continentali | Coppe continentali | Altre coppe | Altre coppe | Altre coppe | Totale | Totale |
| Stagione                    | Squadra                     | Comp                        | Pres       | Reti       | Comp            | Pres            | Reti            | Comp               | Pres               | Reti               | Comp        | Pres        | Reti        | Pres   | Reti   |
| --------------------------- | --------------------------- | --------------------------- | ---------- | ---------- | --------------- | --------------- | --------------- | ------------------ | ------------------ | ------------------ | ----------- | ----------- | ----------- | ------ | ------ |
| 2013-2014                   | Ajaccio                     | L1                          | 5          | 3          | CdF+CdL         | 0               | 0               | -                  | -                  | -                  | -           | -           | -           | 5      | 3      |
| 2014-gen. 2015              | Ajaccio                     | L2                          | 8          | 0          | CdF+CdL         | 1+1             | 0               | -                  | -                  | -                  | -           | -           | -           | 10     | 0      |
| Totale Ajaccio              | Totale Ajaccio              | Totale Ajaccio              | 13         | 3          |                 | 2               | 0               |                    | -                  | -                  |             | -           | -           | 15     | 3      |
| gen.-giu. 2015              | White Star Bruxelles        | TK                          | 9          | 1          | CB              | 0               | 0               | -                  | -                  | -                  | -           | -           | -           | 9      | 1      |
| 2015-gen. 2016              | White Star Bruxelles        | TK                          | 2          | 0          | CB              | 0               | 0               | -                  | -                  | -                  | -           | -           | -           | 2      | 0      |
| Totale White Star Bruxelles | Totale White Star Bruxelles | Totale White Star Bruxelles | 11         | 1          |                 | 0               | 0               |                    | -                  | -                  |             | -           | -           | 11     | 1      |
| gen.-giu. 2016              | Red Star                    | L2                          | 6          | 0          | CdF+CdL         | 0               | 0               | -                  | -                  | -                  | -           | -           | -           | 6      | 0      |
| 2016-2017                   | Red Star                    | L2                          | 3          | 0          | CdF+CdL         | 0               | 0               | -                  | -                  | -                  | -           | -           | -           | 3      | 0      |
| Totale Red Star             | Totale Red Star             | Totale Red Star             | 9          | 0          |                 | 0               | 0               |                    | -                  | -                  |             | -           | -           | 9      | 0      |
| Totale carriera             | Totale carriera             | Totale carriera             | 33         | 4          |                 | 2               | 0               |                    | -                  | -                  |             | -           | -           | 35     | 4      |